# NGC 7440
NGC 7440 is een balkspiraalstelsel in het sterrenbeeld Andromeda. Het hemelobject werd op 9 oktober 1876 ontdekt door de Franse astronoom Édouard Jean-Marie Stephan.

## Synoniemen
- UGC 12276
- MCG 6-50-14
- MK 924
- ZWG 515.15
- NPM1G +35.0477
- PGC 70152